# Scenopinus reciprocatus
Scenopinus reciprocatus är en tvåvingeart som beskrevs av Kelsey 1971. Scenopinus reciprocatus ingår i släktet Scenopinus och familjen fönsterflugor. Inga underarter finns listade i Catalogue of Life.